# Carnival☆Stars
Carnival☆Stars（カーニバルスターズ）は、株式会社Carnivalが2013年9月5日から2018年9月30日まで営業していたメイドカフェである。通称「カニスタ」「蟹星」。

## 概要
- 名古屋・大須からポップカルチャーの発信地としてアイドルを中心とした店内ライブや有名ラーメン店の「フジヤマ 55」によるラーメンを中心とした本格的なフードメニューのプロデュースが話題となり[2]、オープンから半年で全国で知られる店舗となってきた。
- この店のプロデューサーである乾曜子が監修し名古屋在住の人気イラストレーターである岸田メルがデザインした新制服を[3]、2014年4月15日のニコニコ生放送にて発表した[2][4]。
- 定期イベントとして、水曜日に企画を中心としたライブ「カニパラ」を、木曜日に「カニナイ」を開催している。
- 定期イベント以外にも、県内外のアイドルの定期公演や、キャストが考案したメニューを提供する「キャストごはん」、店内からニコニコ生放送を行うなど、年間を通して様々なイベントが開催されている。

## 沿革
- 2013年9月5日 - 愛知県名古屋市中区大須に開店。
- 2014年
  - 4月15日 - 岸田メルデザインの新制服発表[2]。同時に使用開始。
  - 9月 - 1周年を迎え、ステージを拡張。
- 2015年
  - 4月25日・26日 - ニコニコ超会議に「超Carnival☆Stars」を出店。
  - 4月30日 - へなぎがCarnival☆Starsを退社。
  - 9月1日 - ニコニコ生放送を利用したラジオ番組「カニラジ」放送スタート。
  - 9月26日 - 原宿ALTA内にCarnival☆Stars×Kawaii☆Starsコラボカフェ原宿ALTA店オープン。
- 2016年
  - 3月26日 - 名古屋大須店のカフェ部門を大須2丁目に移転。旧店舗をアイドル部門のライブハウスに。
  - 6月12日 - 名古屋ライブスペースが閉店[5]。
  - 9月30日 - 原宿ALTA店がCarnival☆StarsとKawaii☆Starsのコラボが終了を伴い移転してリニューアルオープンを予定[6]。
  - 11月23日 - スリーモンキーズカフェ 新宿アイランド店で1日限定のオープン。
- 2017年
  - 1月21日 - 渋谷clubasiaにテキーラメイド喫茶!オタク横丁をオープン（イベント限定）[7]。
- 2018年
  - 9月30日 - 名古屋大須店が閉店[8]。

## 店舗
過去の店舗
- 名古屋・大須店
  - 〒460-0011 愛知県名古屋市中区大須2-13-27
- 名古屋・ライブスペース[5]
  - 〒460-0011 愛知県名古屋市中区大須3丁目12-35 グッドウィルEDM館1F
- 東京・原宿ALTA店[6]【2016年9月30日 閉店】
  - 〒150-0001 東京都渋谷区神宮前1-16-4 原宿アルタ3F ワールドプロジェクトかわいい内

## 主な所属タレント
Carnival☆Stars
- れい
- いせ
- にぼし
- ほたて
- 柚希すもあ

Carnival
以下、乾曜子がマネージメントしているタレント
- えなこ（コスプレイヤー、歌手、声優）- イメージガールに就任（2016年4月12日-）[9]
- 裕木真生（元atME）[10]

## 過去の所属タレント
- atME(アットミー)2018年2月に解散[11]。
  - 涼本奈緒（アイドル）
  - 園崎まゆ（アイドル、モデル）
  - 戸田ころね（アイドル）
- 亜城なえ
- 一城みみ
- えみりぃ
- 涼風めんま
- 瀬乃かなみ（TOY Planet*へ移籍）
- まりえ (アイドル)（TOY Planet*へ移籍）
- 山本夏生
- 結城海空

## スポンサー
過去のスポンサー
- アイドル応援バラエティ 千原せいじのバズ☆ドルwith松井玲奈（2017年1月5日番組終了、テレビ愛知）- CMにはまきろん。が出演していた。